# Kierzek
Kierzek – wieś sołeckaw Polsce położona w województwie mazowieckim, w powiecie ostrołęckim, w gminie Kadzidło.
Wierni kościoła rzymskokatolickiego należą do parafii Parafia pw. Ducha Świętego w Kadzidle

## Historia
W latach 1921–1939 wieś leżała w województwie białostockim, w powiecie ostrołęckim, w gminie Dylewo, a od 1931 w gminie Kadzidło.
Według Powszechnego Spisu Ludności z 1921 roku wieś zamieszkiwało 185 osób w 29 budynkach mieszkalnych. Miejscowość należała do parafii rzymskokatolickiej w m. Kadzidło. Podlegała pod Sąd Grodzki w Myszyńcu i Okręgowy w Łomży; właściwy urząd pocztowy mieścił się w m. Kadzidło.
W wyniku agresji niemieckiej we wrześniu 1939 wieś znalazła się pod okupacją niemiecką. Od 1939 do wyzwolenia w 1945 włączona w skład Landkreis Scharfenwiese, rejencji ciechanowskiej Prus Wschodnich III Rzeszy.
31 sierpnia 1944 około godziny 18, niemieccy żandarmi aresztowali we wsi Kierzek 12 mężczyzn: tutejszych rolników. Skrępowano im ręce drutem kolczastym i popędzono do sąsiedniej wsi Gleba, gdzie zostali poddani przesłuchaniom. Tortury miały ich zmusić do wyjawienia siedziby miejscowych partyzantów, jednak mężczyźni niczego nie zdradzili. Wobec tego zostali poprowadzeni ze skrępowanymi dłońmi do Ostrołęki i zaprowadzeni na ulicę Poznańską. Nieopodal kirkutu w dniu 3 września 1944 około godziny 14, mężczyźni zostali tam rozstrzelani. Życie straciło wówczas dziesięciu mieszkańców Kierzka: Stanisław Duszak (ur. 1900), Stanisław Duszak (ur. 1924), Józef Gut (ur. 1881), Józef Gut (1890), Stanisław Gałązka, Henryk Gut, Józef Jakowski, Józef Abramczyk, Jan Abramczyk, Józef Duszak. Stanisław Koziatek z Kopaczysk i Czesław Deptuła z Oborczysk znaleźli się tego dnia w Kierzku przez przypadek. Ofiary egzekucji zostały zakopane we wspólnej mogile na miejscu zbrodni. Wiosną 1945 ciała zostały ekshumowane i pochowane w jednym grobie na miejscowym cmentarzu grzebalnym. Tragizmu tym wydarzeniom dodaje fakt, że miały miejsce w ostatnich dniach hitlerowskich rządów w Ostrołęce. 
W latach 1975–1998 miejscowość administracyjnie należała do województwa ostrołęckiego.